# Bonțida (gmina)
Bonțida – gmina w Rumunii, w okręgu Kluż. Obejmuje miejscowości Bonțida, Coasta, Răscruci i Tăușeni. W 2011 roku liczyła 4856 mieszkańców.